# Diiminopyridin
Diiminopyridiny (zkráceně DIP) nebo pyridindiiminy (PDI) jsou skupinou diiminových ligandů. Obsahují pyridinová jádra, na která jsou navázány dvě iminové skupiny do poloh 2 a 6. Trojice atomů dusíku z nich vytváří tridentátní ligandy. Diiminopyridiny mohou mít více různých oxidačních stavů. Komplexy DIP se účastní řady různých reakcí, například polymerizace ethenu, hydrosilylací a hydrogenací.

## Příprava a vlastnosti
DIP ligandy se připravují reakcemi 2,6-diacetylpyridinu nebo 2,6-diformylpyridinu se dvěma ekvivalenty substituovaných anilinů; takto lze získat komplexy s různorodými sterickými vlastnostmi. Často používanými aniliny jsou například 2,4,6-trimethylanilin a 2,6-diisopropylanilin. Asymetrické DIP lze získat postupnými kondenzacemi odlišných anilinů. Dikarbonylovou část molekul lze dále upravovat, například 2,6-dipyridkarboxaldehydem a 2,6-dibenzoylpyridinem. Rozdílnost struktur DIP bývá nejčastěji vytvářena použitím různých anilinů.

### Vliv sterických efektů
V závislosti na svých sterických vlastnostech mohou DIP ligandy tvořit komplexy v poměru 2:1, M(DIP)Lx a 1:1, M(DIP)2. 2:1 komplexy se objevují u DIP bez výraznějších sterických efektů. Přestože jsou tyto komplexy koordinačně nasycené, tak byly zkoumány jejich elektronové a strukturní vlastnosti. Objemné ligandy tvorbě 2:1 komplexů zamezují. Komplexy typu M(DIP)Ln mívají rozmanitou reaktivitu.

## Komplexy Fe a Co
Redukcí Fe(II)(DIP)X2 sodným amalgámem v dusíkové atmosféře vzniká čtvercově pyramidální bis(dusík)ový komplex Fe(DIP)(N2)2. Náhradou didusíkových ligandů jinými, například H2 a CO, z něj lze připravit další deriváty. Arylazidy dávají imidokomplexy. Fe(DIP)(N2)2 je také prekurzorem vysoce aktivních katalyzátorů hydrosilylací a hydrogenací. Disociace N2 z Fe(DIP)(N2)2 vedou k navázání anilinoarenu a vzniku η6-komplexu. Tento způsob vazby má význam v katalytickém cyklu hydrogenace.

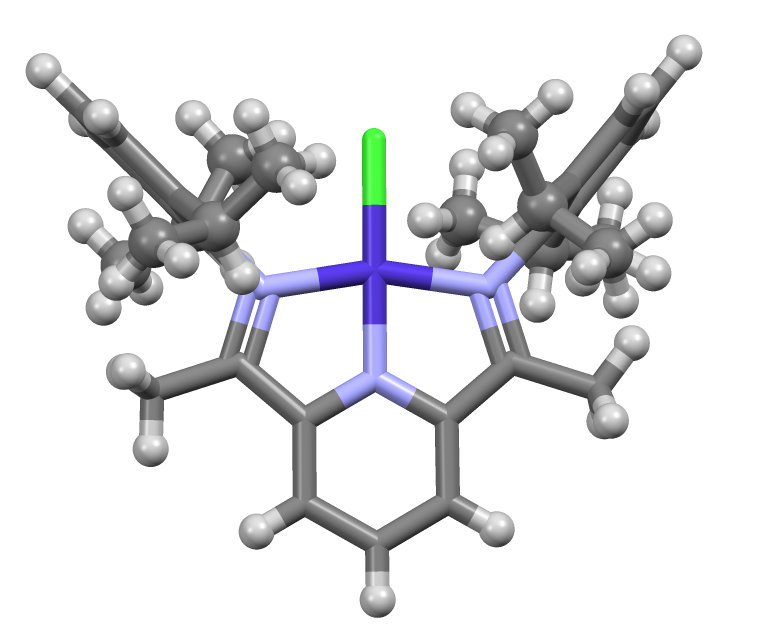
Struktura Co(DIP)Cl, kde DIP = C_{5}H_{3}N-2,6-(C(NAr)Me)_{2} (Ar = 2,6-diisopropylfenyl) odvozeného od diacetylpyridinu a 2,6-diisopropylanilinu)

Reaktivita DIP komplexů železa a kobaltu je podobná. Kobaltové komplexy s azidovými ligandy odštěpují N2 za tvorby reaktivních nitridokomplexů, které podstupují aktivace benzylových vazeb C-H. Vzniklé cyklometalované amidy mají přibližně rovinné geometrie.

## Reaktivita
Vysoce konjugované bis(imino)pyridinové ligandy mohou stabilizovat kovy v neobvyklých oxidačních číslech. Neutrální komplexy mohou přijmout až tři elektrony. Komplex Fe(DIP)(N2)2 je tak 18elektronový s Fe0 s 5 2elektronovými ligandy. Výsledky Mössbauerovy spektroskopie ukazují, že komplex se lépe popisuje jako železnatá sloučenina DIP2− Tyto výsledky podporují také vysoké frekvence νNN vibrací v infračerveném spektru, která lépe odpovídá železnatým iontům. Redukce Fe(DIP)Br2 tak probíhá na ligandu a ne na Fe.
Tyto vlastnosti umožňují železnatým komplexům DIP vstupovat do dvouelektronových redoxních reakcí, které jsou častější u komplexů platinových kovů.

### Katalytické reakce komplexů DIP
Katalytické vlastnosti komplexů DIP s Fe, Co, a Ni jsou podrobně prozkoumány. Upřednostňovány jsou katalyzátory obsahující „zásadité kovy“ oproti ušlechtilým přechodným kovům, protože mají menší dopad na životní prostředí a lepší poměr nákladů k účinnosti. DIP ligandy se navíc snadno upravují, což umožňuje zkoumat mnoho různých ligandů.
Komplexy druhu M(DIP)Xn se používají jako prekatalyzátory polymerizace ethenu. Aktivují se působením methylaluminoxanu (MAO), sloužícího jako kokatalyzátor. Aktivity 2,6-bis(imino)pyridinových komplexů jsou často srovnatelné s metaloceny prvků 4. skupiny, někdy i vyšší. Na produkty mají velký vliv arylové substituenty. Malé aryly vedou k vysoce selektivní tvorbě oligomerních α-alkenů, zatímco u objemných skupin vznikají lineární polyethyleny s vysokými molekulovými hmotnostmi.
Popsány jsou i homogenní katalyzátory a katalyzátory na silikagelu.
Hydrosilylace mohou být kromě Pt a jiných ušlechtilých kovů také katalyzovány Fe-DIP komplexy. Takové reakce probíhají za mírných podmínek a proti Markovnikovovu pravidlu a lze při nich použít široký rozsah funkčních skupin.
Při vhodných sterických vlastnostech ligandů se pomocí Fe-DIP komplexů dají katalyzovat hydrogenace koncových alkenů.

## Obměny DIP ligandů
Jsou známy i N-heterocyklické karbenové varianty diiminopyridinových komplexů, kde jsou pyridinové nebo iminové skupiny nahrazeny N-heterocyklickými karbeny.
Komplexy arylovaných bis(imino)N-heterocyklických karbenů vytvářejí tridentátní ligandy, zatímco při nahrazení pyridinu za takový karben vznikne vždy bidentátní komplex; pravděpodobně v důsledku zvýšení napětí pětičlenným kruhem karbenu.